# Јевениц
Јевениц (њем. Jävenitz) општина је у њемачкој савезној држави Саксонија-Анхалт. Једно је од 40 општинских средишта округа Алтмарк Салцведел. Према процјени из 2010. у општини је живјело 1.150 становника. Посједује регионалну шифру (AGS) 15081190.

## Географски и демографски подаци
Јевениц се налази у савезној држави Саксонија-Анхалт у округу Алтмарк Салцведел. Општина се налази на надморској висини од 74 метра. Површина општине износи 53,7 km². У самом мјесту је, према процјени из 2010. године, живјело 1.150 становника. Просјечна густина становништва износи 21 становника/km².